# Tabanus oppugnator
Tabanus oppugnator är en tvåvingeart som beskrevs av Austen 1925. Tabanus oppugnator ingår i släktet Tabanus och familjen bromsar. Inga underarter finns listade i Catalogue of Life.